# Ofelia (personaje)
Ofelia es un personaje ficticio de la obra Hamlet del dramaturgo inglés William Shakespeare. Es una joven de la nobleza de Dinamarca, la hija de Polonio, hermana de Laertes y enamorada del Príncipe Hamlet.

## Argumento
En la primera aparición de Ofelia, la vemos con su hermano, Laertes, quien partirá hacia Francia. Laertes le dice a Ofelia que evite involucrarse con Hamlet. Le advierte que Hamlet, al ser heredero de la corona de Dinamarca, no tiene la libertad de casarse con quien quiera. El padre de Ofelia, Polonio, entra cuando Laertes se va. Polonio también le advierte a Ofelia sobre Hamlet, porque teme que Hamlet no tenga serias intenciones con ella. Polonio concluye prohibiéndole a Ofelia volver a comunicarse con Hamlet. Ella se compromete a obedecer a su padre eludiendo a Hamlet por completo.
En la siguiente aparición de Ofelia, ella le dice a Polonio que Hamlet entró en su cuarto con la ropa torcida y con una expresión 'infernal' en el rostro, y que solamente la miró fijamente y asintió tres veces, sin hablarle. Basado en lo que Ofelia le dice sobre la conducta "demente" de Hamlet, Polonio llega a la conclusión de que es un error prohibirle a Ofelia ver a Hamlet, y que Hamlet habrá actuado así por estar enamorado de Ofelia. Polonio inmediatamente decide ir donde Claudio (el nuevo rey de Dinamarca y tío y padrastro de Hamlet) para discutir la situación. Polonio le sugiere a Claudio que se esconda detrás de un tapiz de Arrás para escuchar la conversación entre Hamlet y Ofelia, mientras que Hamlet pensará que la conversación es privada. Ahora que Polonio está seguro de que Hamlet está enamorado de su hija, piensa que Hamlet va a expresarle ese amor a Ofelia. Claudio acepta intentar el plan de Polonio de escucharlos a escondidas más tarde. El plan lleva a lo que se conoce comúnmente como la "Escena del convento".

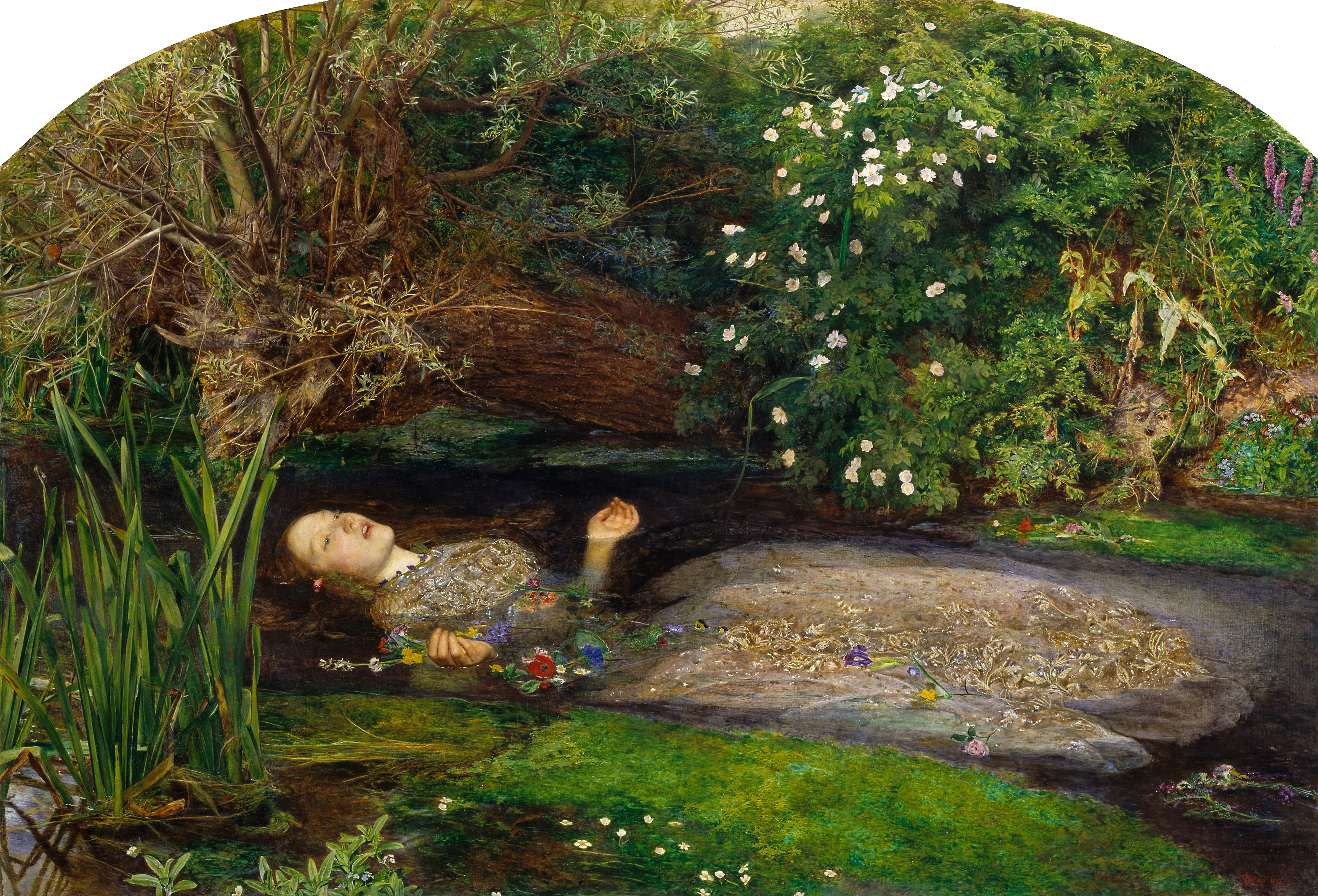
Ofelia, cuadro de John Everett Millais (1852) conservado en la Tate Gallery. Esta pintura influyó en el Hamlet de Kenneth Branagh.

La siguiente ocasión en que aparece Ofelia es en "Mousetrap Play" la cual Hamlet ha arreglado para tratar de probar que Claudio mató al rey Hamlet. Hamlet se sienta con Ofelia y hace observaciones sexualmente sugestivas, también diciendo que el amor de una mujer es breve.
Más tarde esa noche, después de la obra, Hamlet mata a Polonio pensando que este es Claudio ("¿Es ése el Rey?") durante un encuentro privado con su madre, la reina Gertrudis. En la siguiente aparición de Ofelia, después de la muerte de su padre, ella se ha vuelto loca; los demás personajes lo interpretan como el dolor que le causó la muerte de su padre. Canta algunas canciones sobre muerte y una doncella perdiendo su virginidad. Después de dar a todos las buenas noches, sale.
La última aparición de Ofelia en la obra es después de que Laertes va al castillo a retar a Claudio por la muerte de su padre, Polonio. Ofelia canta más canciones y ofrece flores citando sus significados simbólicos, aunque algunas interpretaciones difieren. Después de bendecir a todos, sale por última vez.

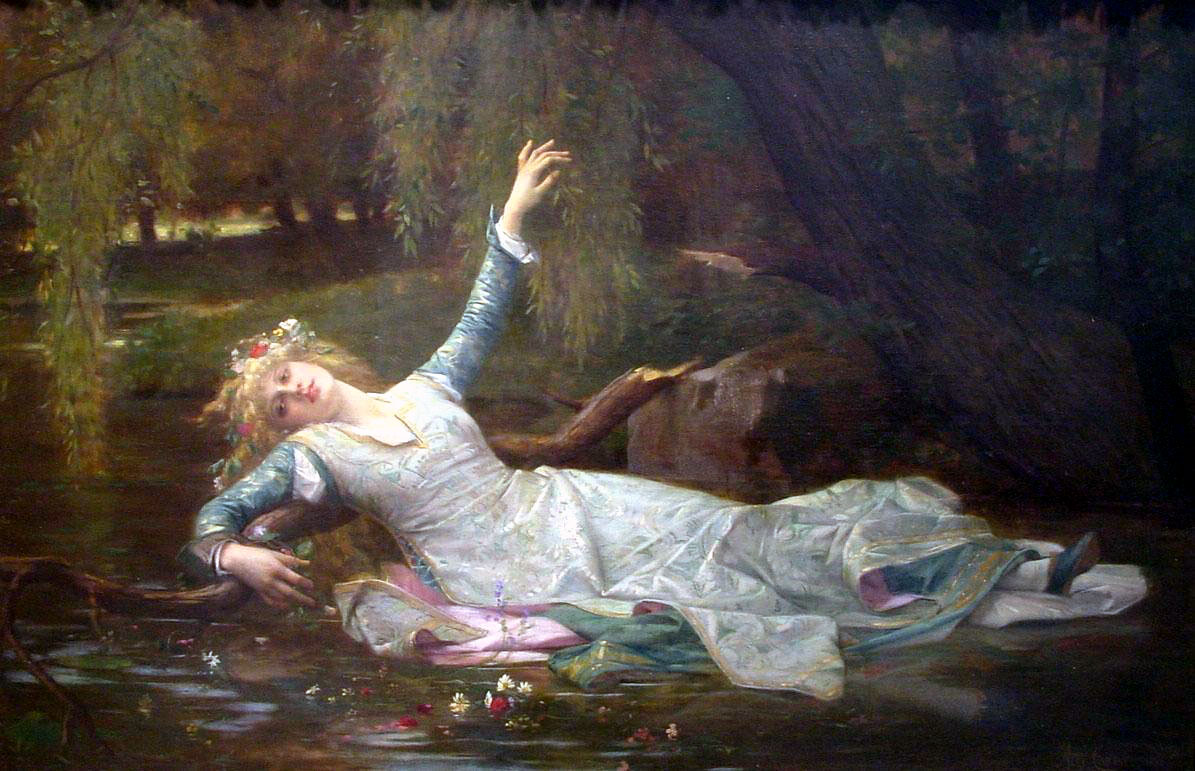
Ofelia, cuadro de Alexandre Cabanel.

En la escena 24ª del acto 4 , la reina Gertrudis, en un famoso monólogo ("There is a willow grows aslant the brook"), informa que Ofelia subió a un árbol de sauce, la rama se rompió y cayó en el arroyo y allí se ahogó. Gertrudis dice que Ofelia, parecía "incapaz de su propia angustia" como una persona loca debía ser. El anuncio de Gertrudis sobre la muerte de Ofelia es uno de los anuncios de muerte más poéticos de la literatura.

## En la cultura popular
Ofelia inspiró a la cantautora francesa Nolwenn Leroy para su canción Ophélia, lanzada en su álbum de 2012 Ô Filles de l'eau.

## Citas
- “Duda que ardan las estrellas, duda que se mueva el sol, duda que haya verdad, mas no dudes de mi amor”. Hamlet a Ofelia (Acto 2, Escena 2)[2]
- “Hay romero para el recuerdo y hay violas, que son para el pensamiento."  Ofelia entregándole flores a su hermano Laertes (Acto 4, Escena 5)[2]

## Galería

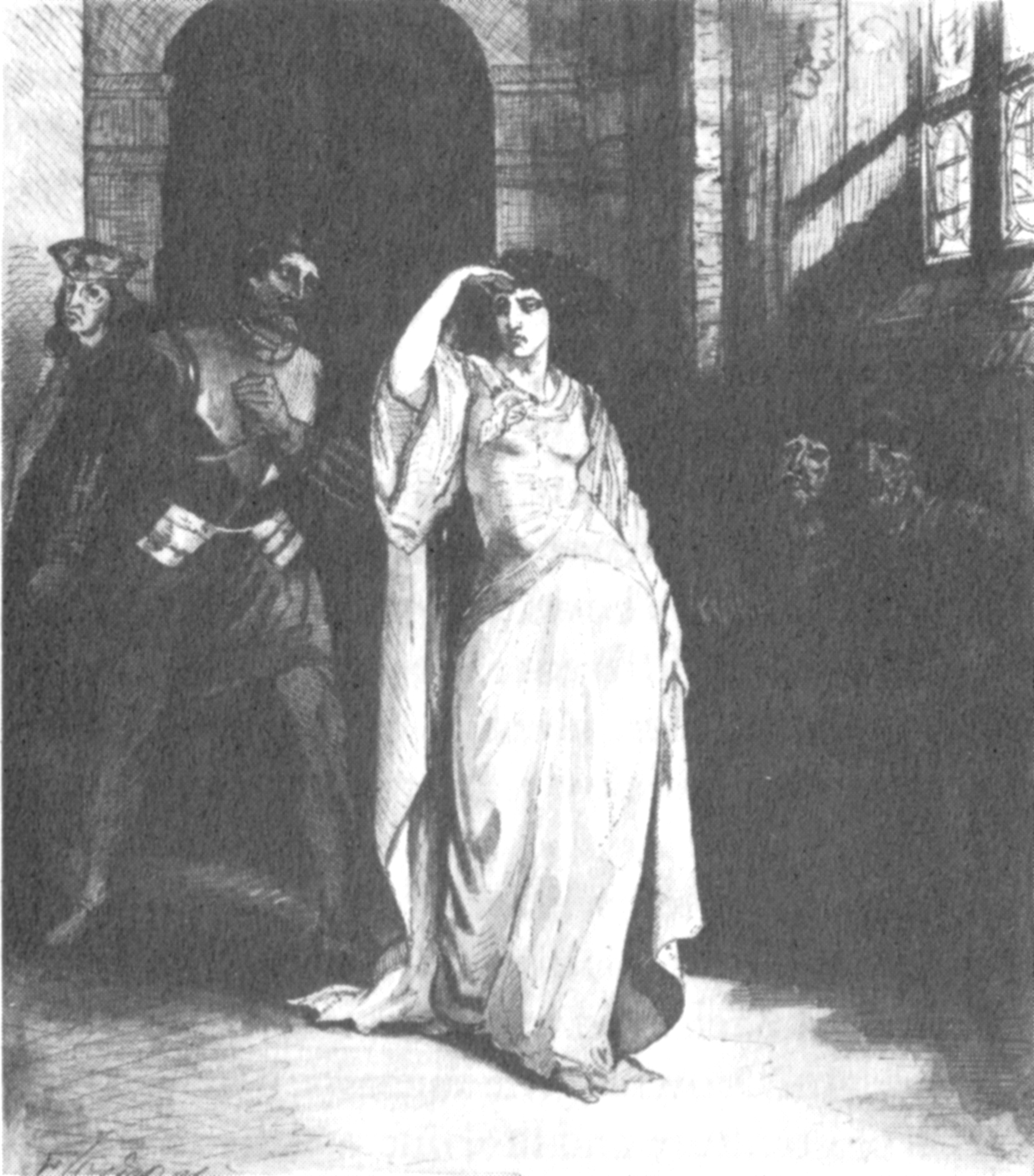
La actriz galesa Sarah Siddons en el papel de Ofelia.
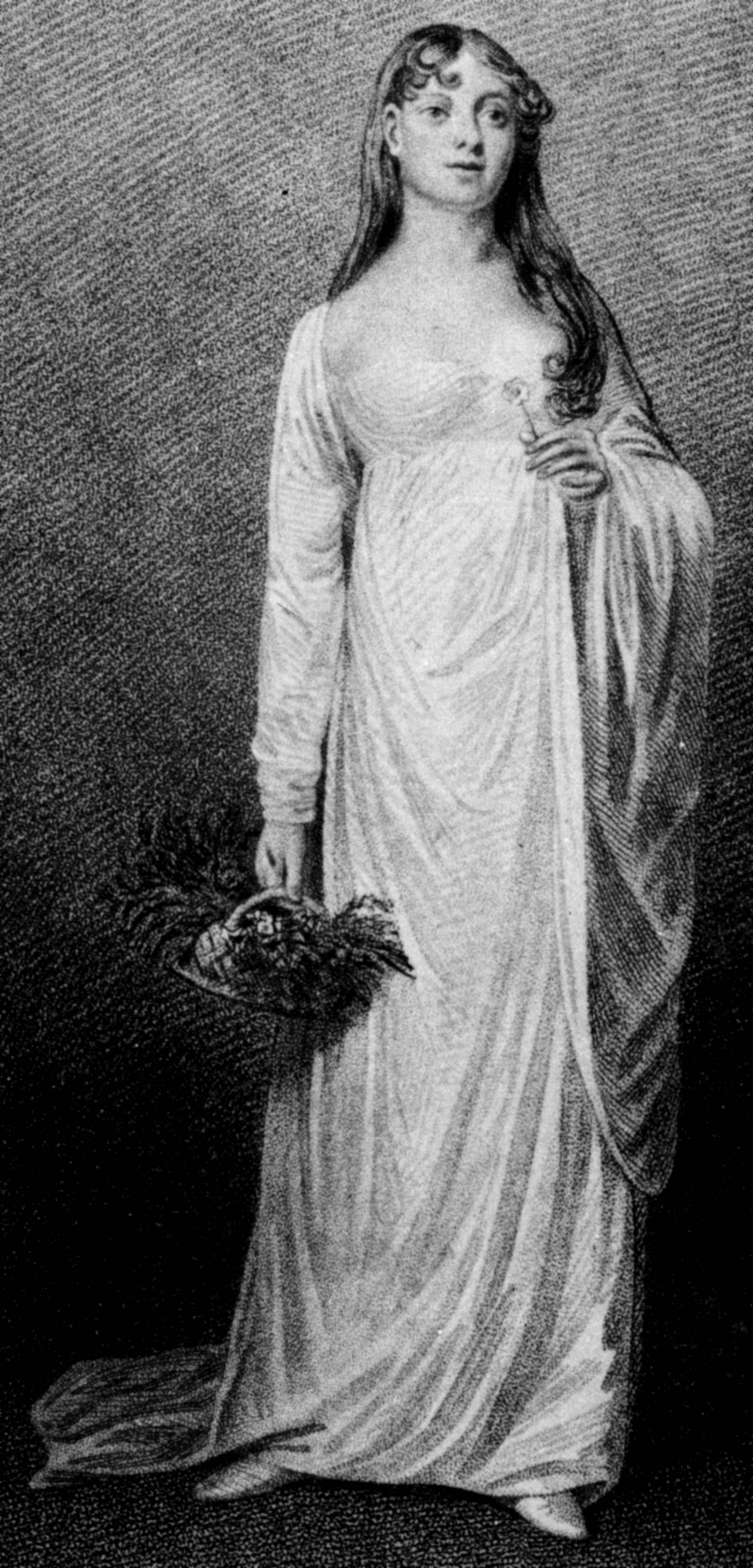
La actriz inglesa Mary Catherine Bolton (Lady Thurlow, 1790-1830) en el papel de Ofelia en 1813.
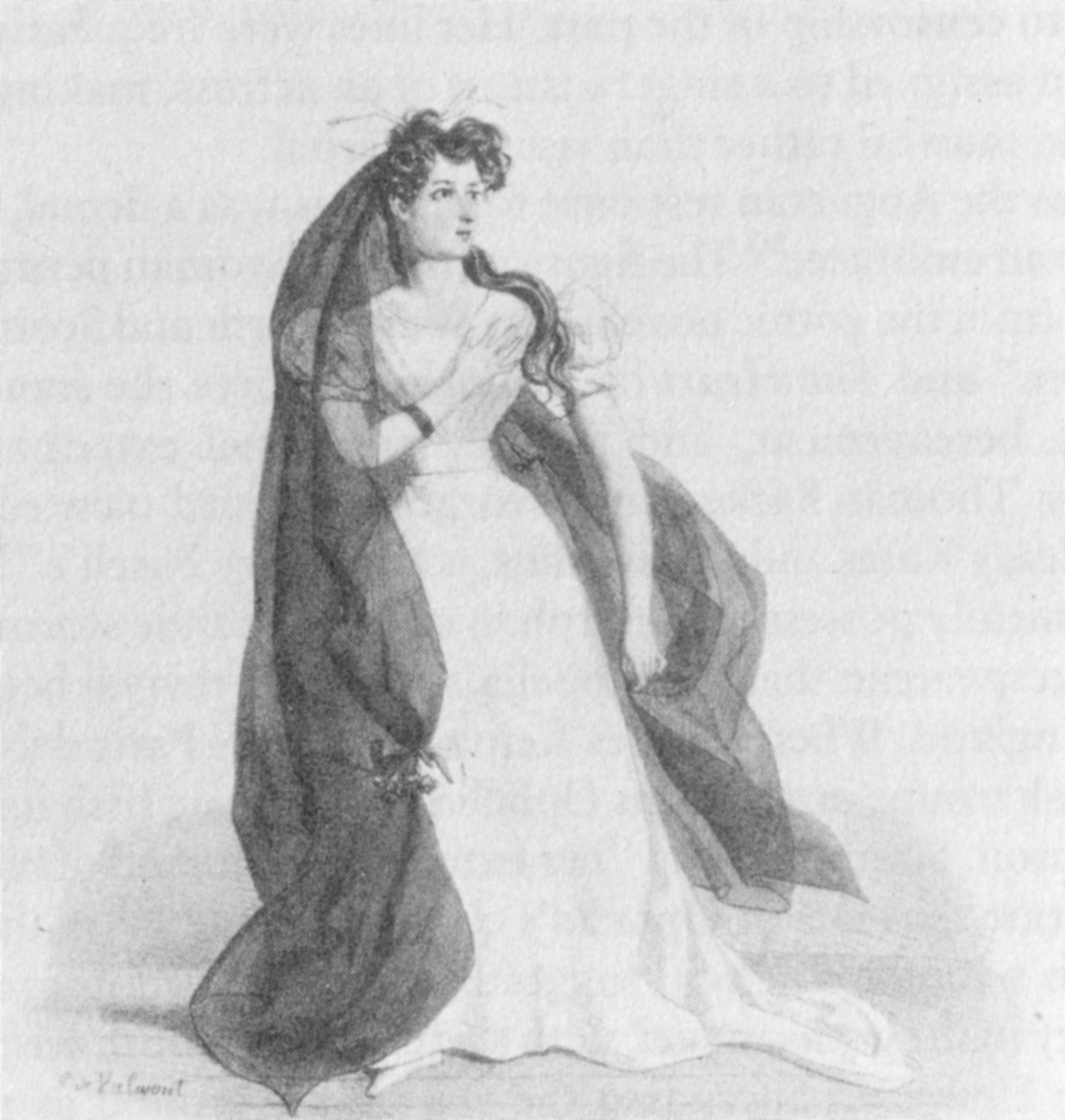
La actriz irlandesa Harriet Smithson en el papel de Ofelia hacia 1827
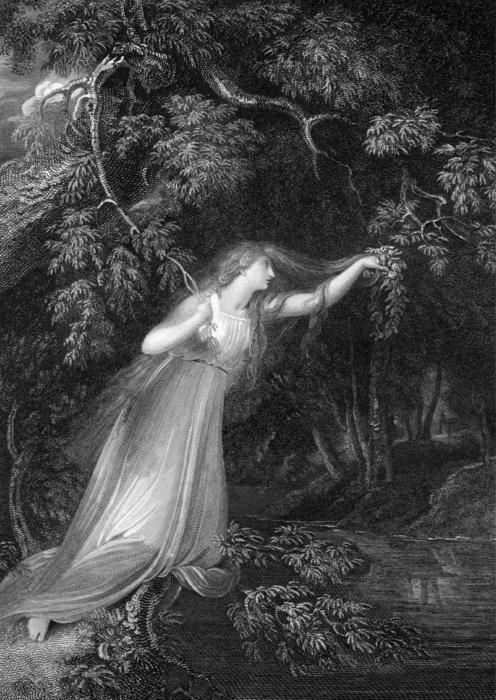
Grabado deJ. Parker de la pintura de Richard Westall (1765-1836).
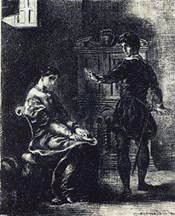
Hamlet le hace reproches a Ofelia. Eugène Delacroix.
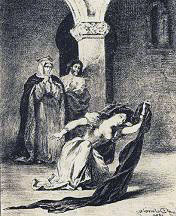
Ofelia loca. Delacroix. 1834.
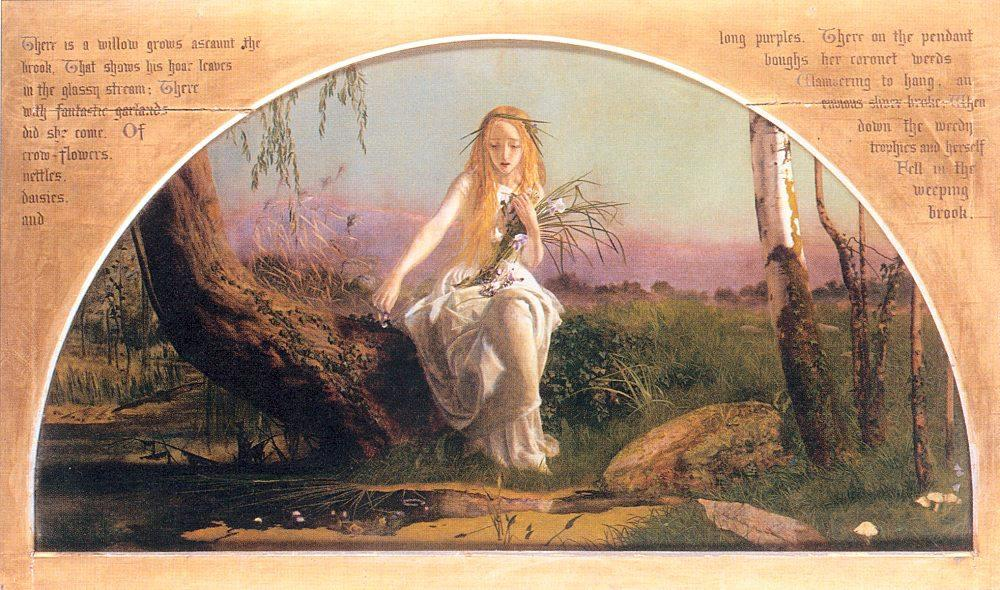
Arthur Hughes, ca. 1851-1853. Óleo en tabla.
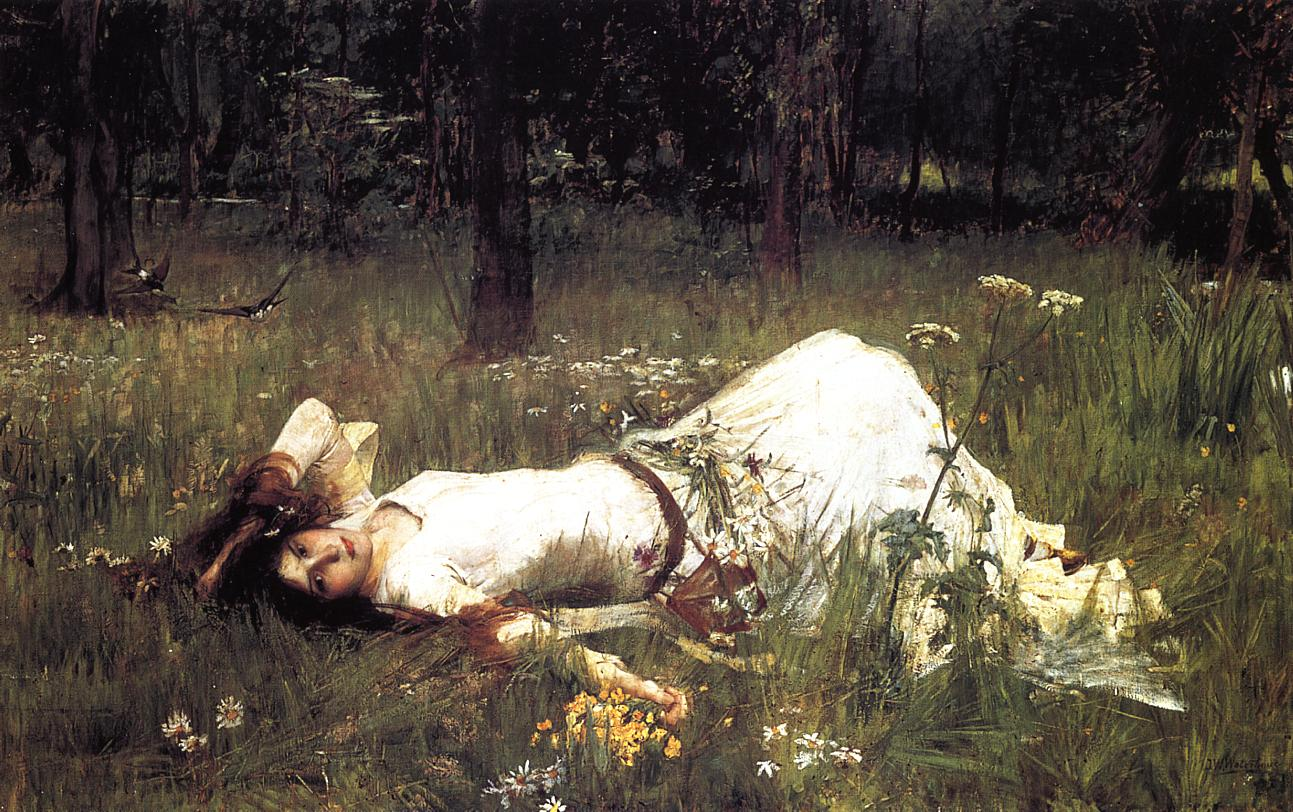
John William Waterhouse. 1889.
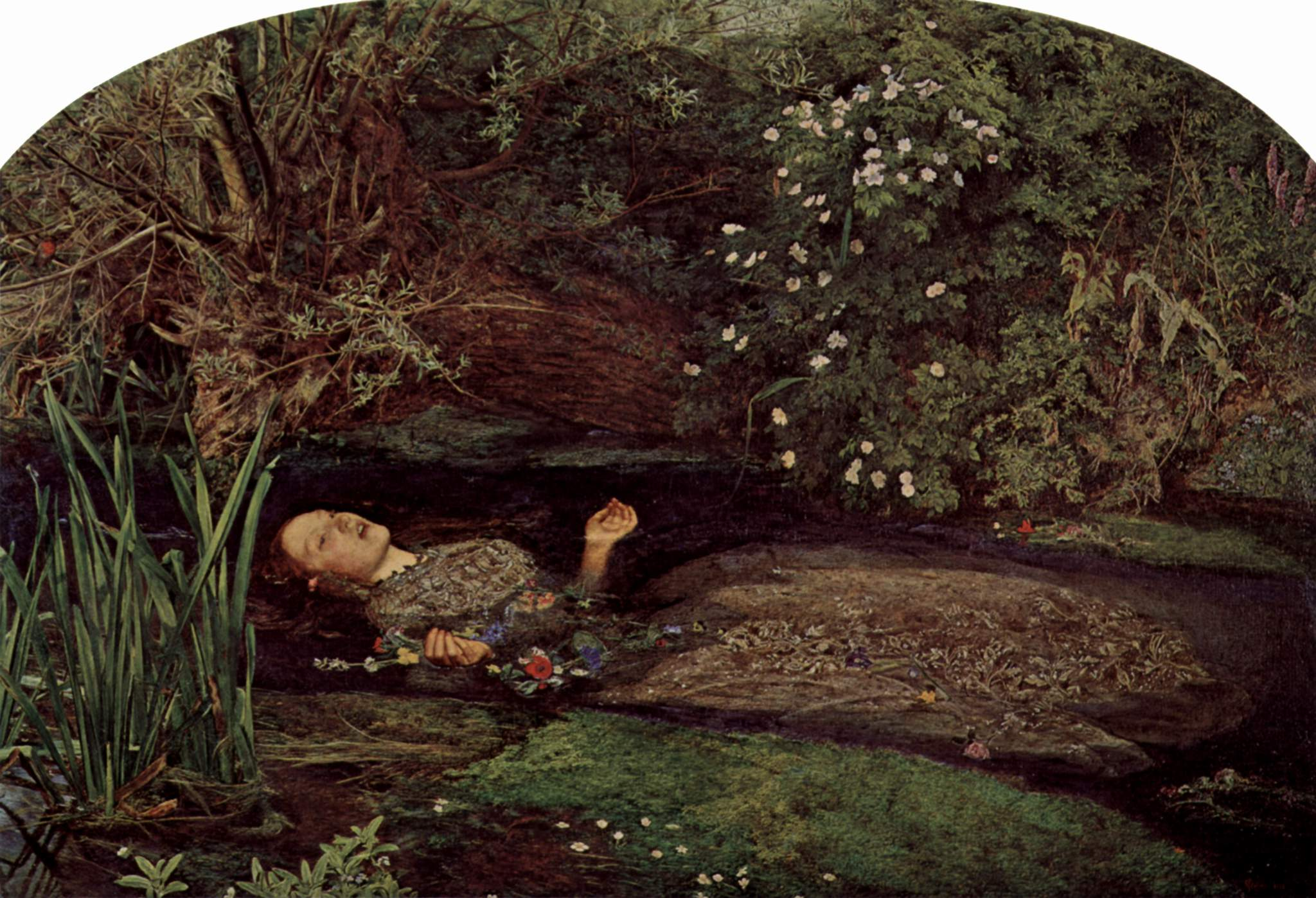
John Everett Millais. Óleo de 1852.
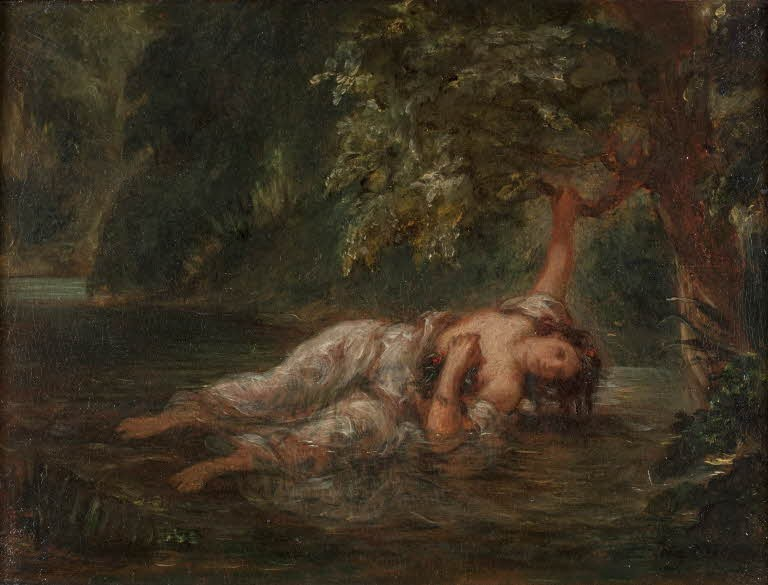
Eugène Delacroix. La muerte de Ofelia. 1853.
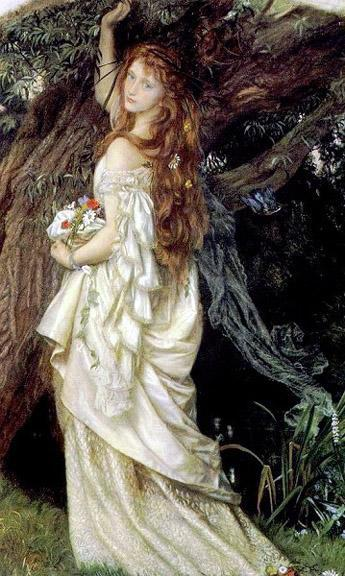
Arthur Hughes, ca. 1863-18644. Óleo en lienzo.
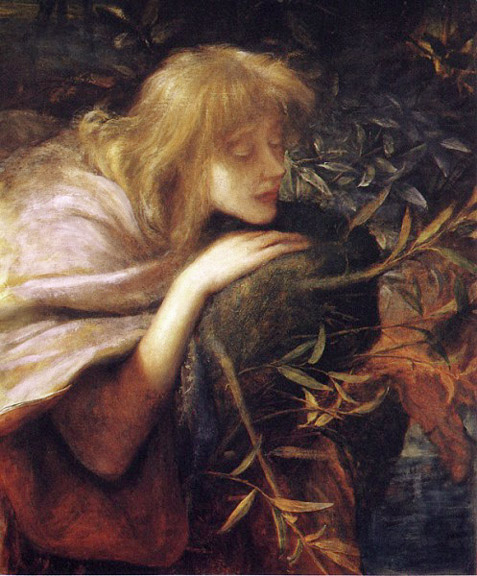
George Frederic Watts. 1864.
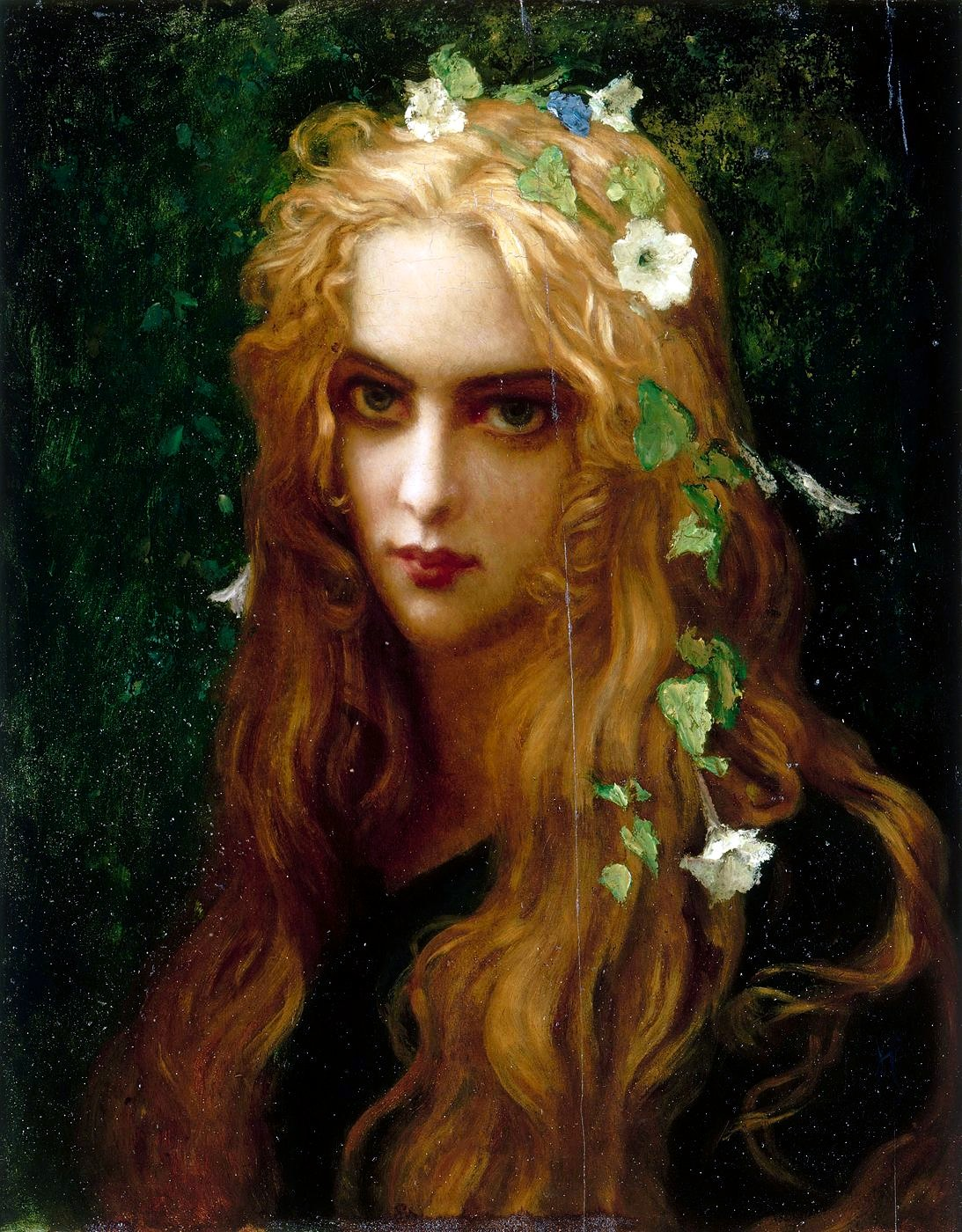
Ernest Hébert (1817-1908).
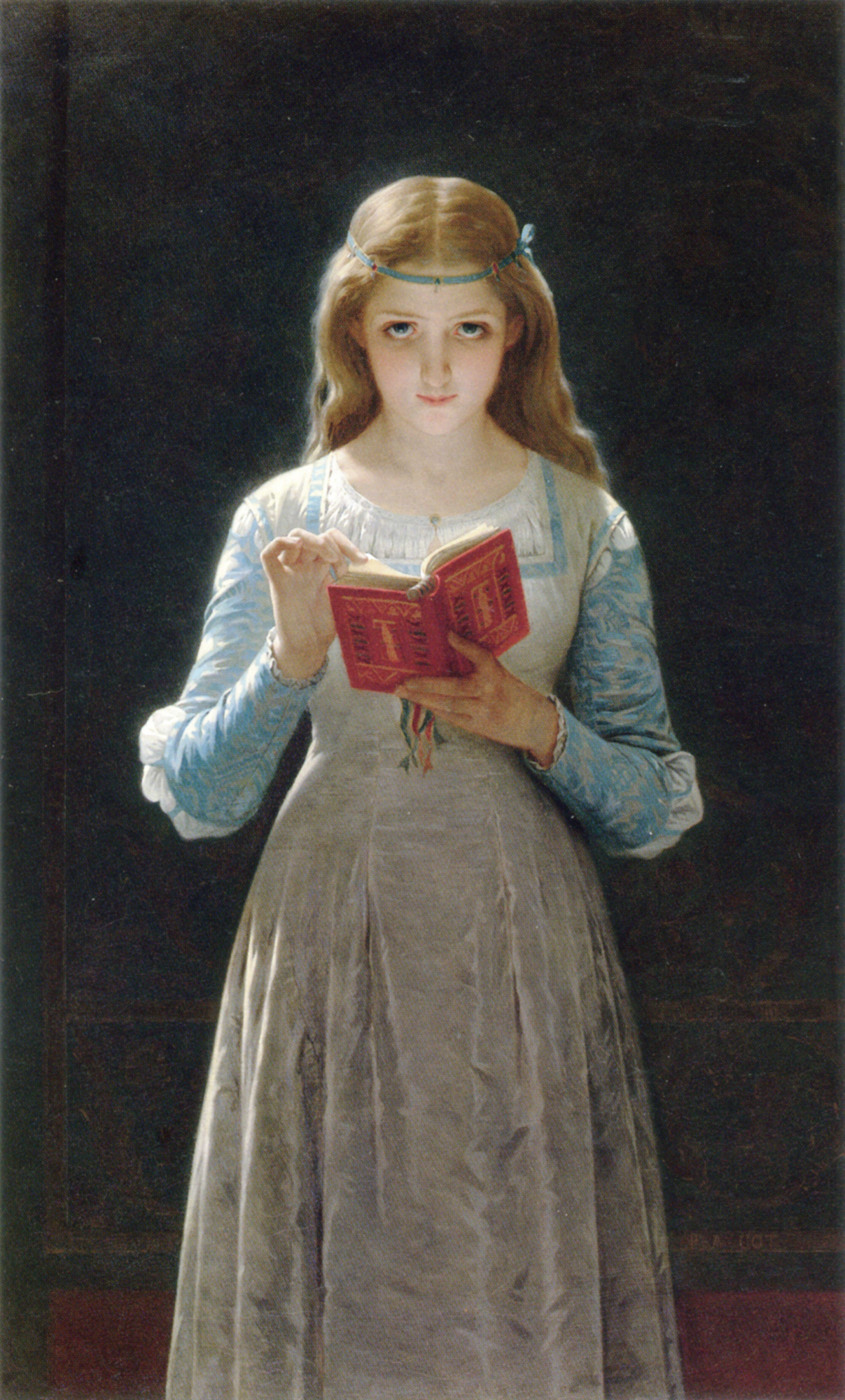
Pierre Auguste Cot (1837-1883). Óleo en lienzo. 1870.
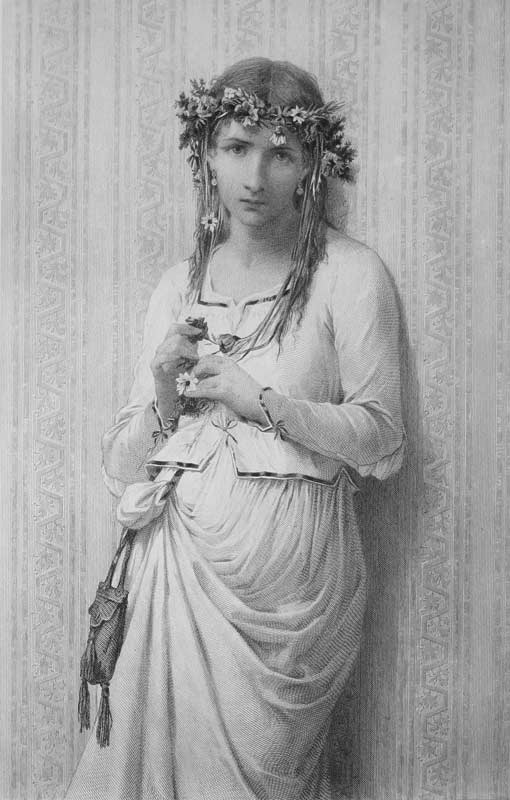
Obra de Jean-Baptiste Bertrand (1823-1887).
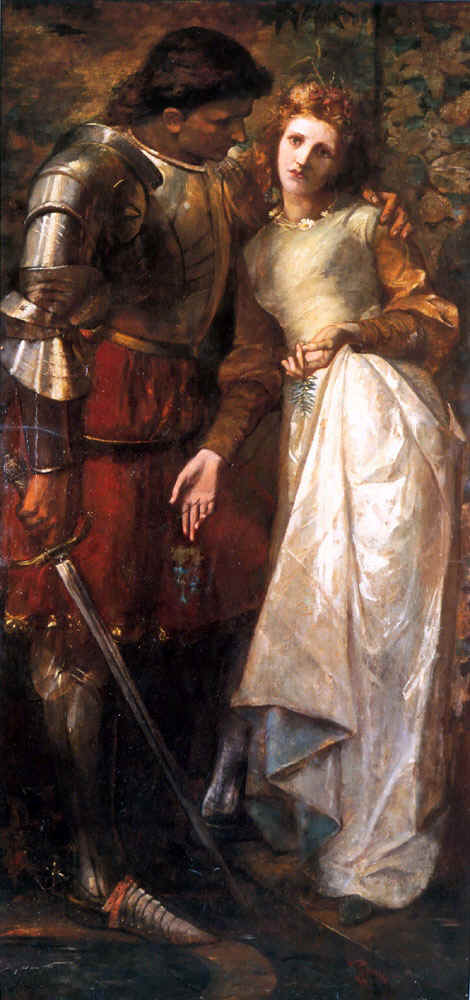
Ofelia y Laertes. Óleo en lienzo, ca. 1880. William Gorman Wills (1828-1891).
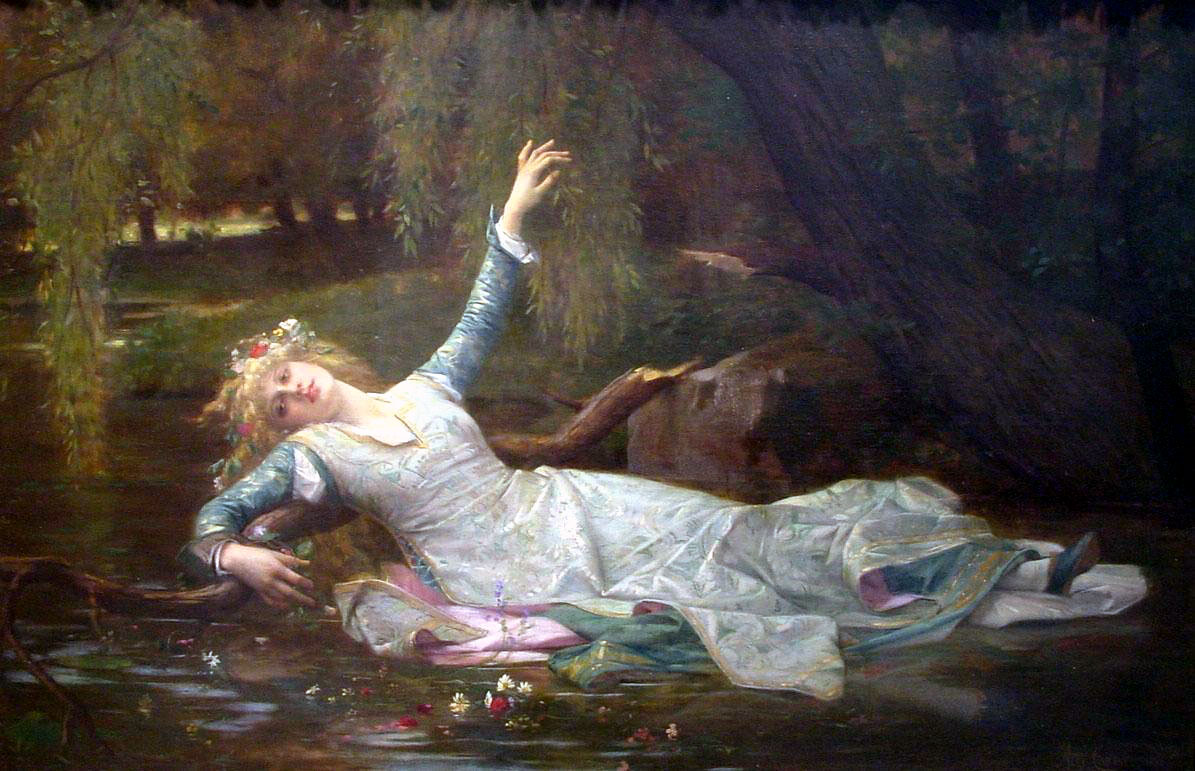
Alexandre Cabanel. Óleo en lienzo. 1883.
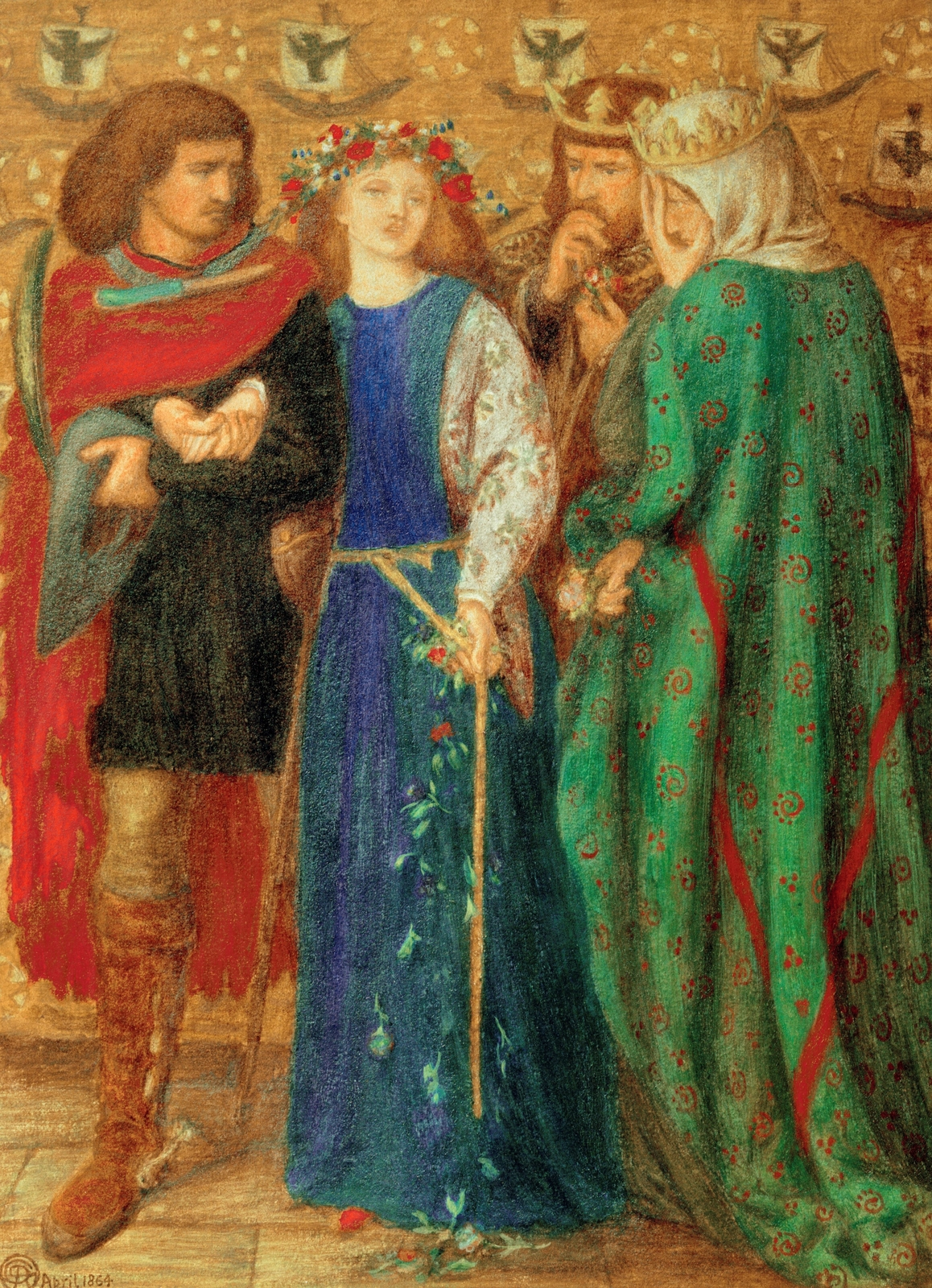
El primer brote de locura de Ofelia. Dante Gabriel Rossetti. Acuarela.
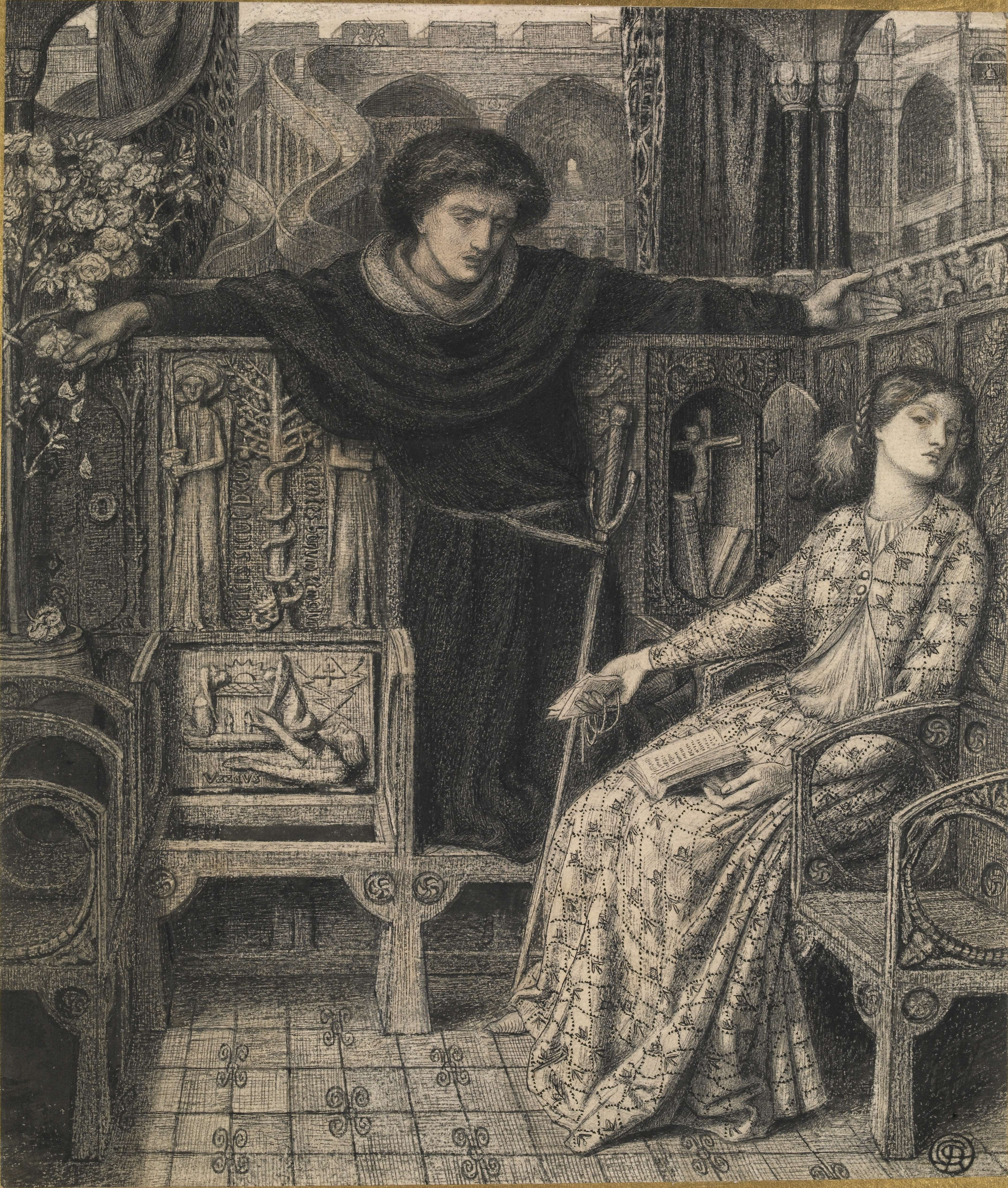
Hamlet y Ofelia. Dante Gabriel Rossetti.
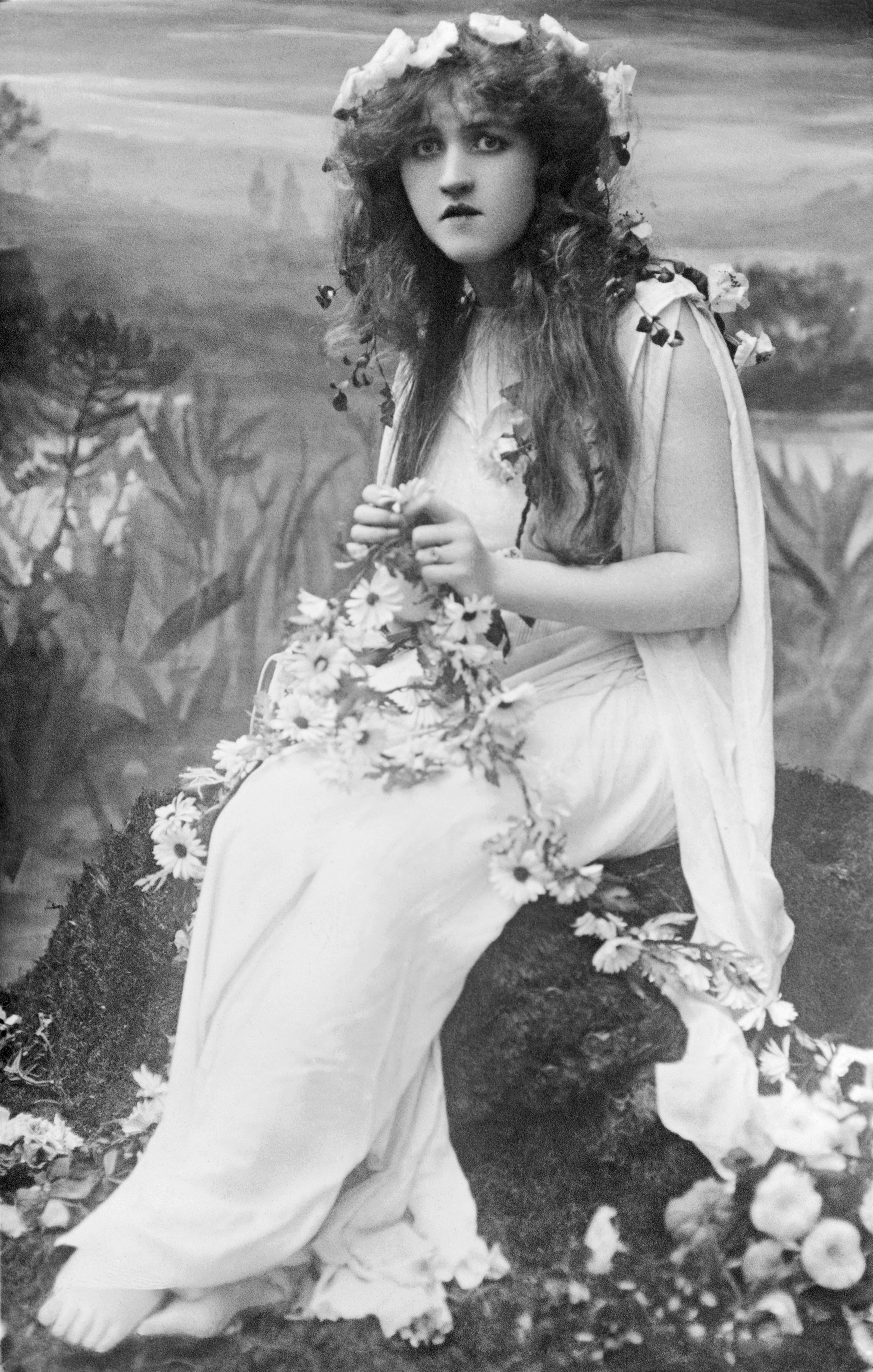
La soprano inglesa Mignon Nevada (1886-1971) en el papel de Ofelia hacia 1910